# Olaf Winter
Pour les articles homonymes, voir Winter.
Olaf Winter, né le 18 juillet 1973 à Neustrelitz, est un kayakiste allemand pratiquant la course en ligne.

## Palmarès

### Jeux olympiques
- Médaille d'or aux Jeux olympiques de 1996 à Atlanta en K-4 1000m[1].